# Episodi di Louie (prima stagione)
La prima stagione della serie televisiva Louie, composta da 13 episodi, è stata trasmessa negli Stati Uniti dal 29 giugno al 7 settembre 2010 sul canale FX.
In Italia è andata in onda in prima visione sul canale satellitare Fox dal 29 aprile al 15 maggio 2014.

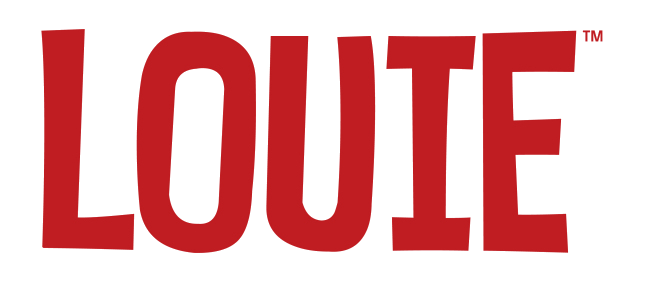
Logo usato nell'edizione DVD della prima stagione della serie

| nº | Titolo originale  | Titolo italiano     | Prima TV USA     | Prima TV Italia |
| -- | ----------------- | ------------------- | ---------------- | --------------- |
| 1  | Pilot             | Primo appuntamento  | 29 giugno 2010   | 29 aprile 2014  |
| 2  | Poker/Divorce     | Partita tra amici   | 29 giugno 2010   | 30 aprile 2014  |
| 3  | Dr. Ben/Nick      | Il tempo passa      | 6 luglio 2010    | 1º maggio 2014  |
| 4  | So Old/Playdate   | Giochi tra grandi   | 13 luglio 2010   | 2 maggio 2014   |
| 5  | Travel Day/South  | Trasferta           | 20 luglio 2010   | 3 maggio 2014   |
| 6  | Heckler/Cop Movie | L'attore del cinema | 27 luglio 2010   | 6 maggio 2014   |
| 7  | Double Date/Mom   | Uscita a due        | 3 agosto 2010    | 7 maggio 2014   |
| 8  | Dogpound          | Cani e canne        | 10 agosto 2010   | 8 maggio 2014   |
| 9  | Bully             | Educazione sessuale | 17 agosto 2010   | 9 maggio 2014   |
| 10 | Dentist/Tarese    | Dentista maniaco    | 24 agosto 2010   | 10 maggio 2014  |
| 11 | God               | Dio                 | 31 agosto 2010   | 13 maggio 2014  |
| 12 | Gym               | Lo sport fa bene    | 7 settembre 2010 | 14 maggio 2014  |
| 13 | Night Out         | Notte fuori         | 7 settembre 2010 | 15 maggio 2014  |

## Primo appuntamento
- Titolo originale: Pilot
- Diretto da: Louis C.K.
- Scritto da: Louis C.K.

### Trama
Nella prima parte, Louie si offre volontario per accompagnare la classe delle sue figlie in una gita scolastica, insieme alla loro insegnante. Tuttavia, lo scontroso autista dello scuolabus trasforma la gita in un disastro. Nella seconda parte, Louie si presenta ad un imbarazzante e fallimentare primo appuntamento.
- Altri interpreti: Ashlie Atkinson (insegnante), William Stephenson (autista), Chelsea Peretti (ragazza dell'appuntamento)

## Partita tra amici
- Titolo originale: Poker/Divorce
- Diretto da: Louis C.K.
- Scritto da: Louis C.K.

### Trama
Nella prima parte, una conversazione durante una partita di poker tra Louie e i suoi amici si trasforma in un'intensa discussione sulla cultura gay. Nella seconda parte, dopo che il fratello Robbie lo deprime parlandogli delle possibili conseguenze del suo divorzio, Louie si ricorda di una cotta che ebbe al liceo e decide di cercare la donna su Facebook e presentarsi a casa sua. 
- Altri interpreti: Rick Crom (se stesso), Nick DiPaolo (se stesso), Robert Kelly (Robbie), Kim Barlow (Tammy)

## Il tempo passa

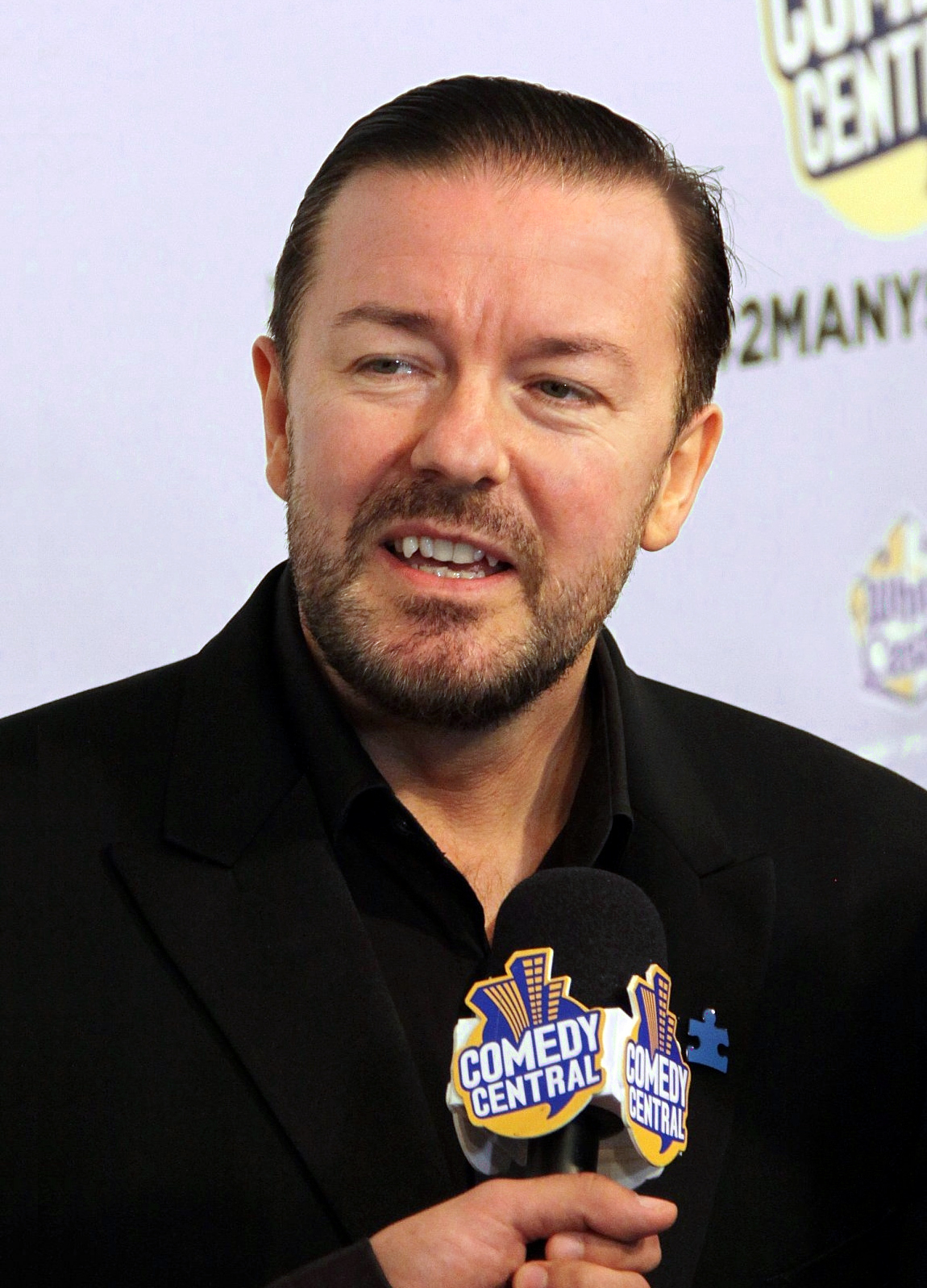
Ricky Gervais interpreta il dottor Ben

- Titolo originale: Dr. Ben/Nick
- Diretto da: Louis C.K.
- Scritto da: Louis C.K.

### Trama
Nella prima parte, Louie ha una visita dal medico, un vecchio amico di liceo con uno strano senso dell'umorismo. Nella seconda parte, dopo essersi esibito al Comedy Cellar, Louie cena con un collega comico con il quale ha un acceso diverbio sulle idee politiche.
- Altri interpreti: Ricky Gervais (Dr. Ben), Nick DiPaolo (se stesso)

## Giochi tra grandi

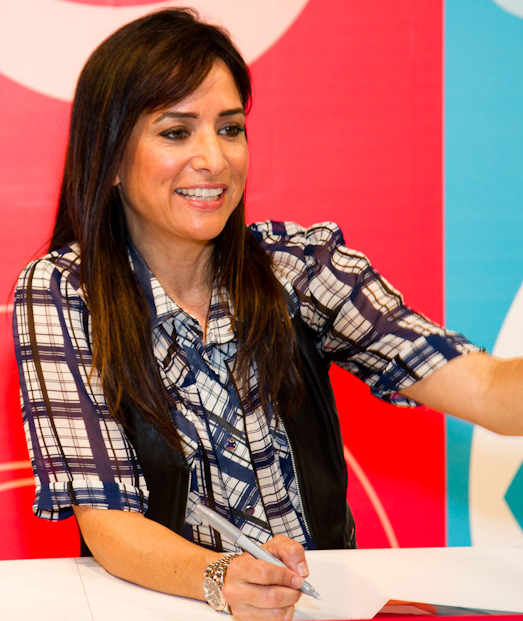
Pamela Adlon interpreta Pamela

- Titolo originale: So Old/Playdate
- Diretto da: Louis C.K.
- Scritto da: Louis C.K.

### Trama
Nella prima parte, al Comedy Cellar Louie rimorchia una giovane donna attratta dagli uomini più vecchi. Nella seconda parte, Louie lega con Pamela, una donna che incontra in una riunione genitori-insegnanti e con la quale si rincontra per far giocare le proprie figlie assieme al figlio di lei. Per tutto l'episodio, Louie ha delle bizzarre conversazioni con il suo terapeuta.
- Altri interpreti: Elizabeth Hower (giovane donna), Pamela Adlon (Pamela), David Patrick Kelly (terapeuta)

## Trasferta
- Titolo originale: Travel Day/South
- Diretto da: Louis C.K.
- Scritto da: Louis C.K.

### Trama
Nella prima parte, Louie deve sopportare una serie di disagi con la compagnia aerea durante un viaggio di linea per Birmingham, dove deve esibirsi. Nella seconda parte, dopo lo spettacolo, Louie incontra in un ristorante locale una sua grande fan e il fratello di lei che, con fare intimidatorio, vuole che lui si unisca alla sorella. Il comico viene salvato dalle minacce dell'uomo da uno sceriffo del posto, che in cambio gli chiede un piccolo ed inaspettato gesto di riconoscenza.
- Altri interpreti: Elizabeth Morton (Doreen), Ben Jeffrey (Curtis), Dan Ziskie (sceriffo)

## L'attore del cinema

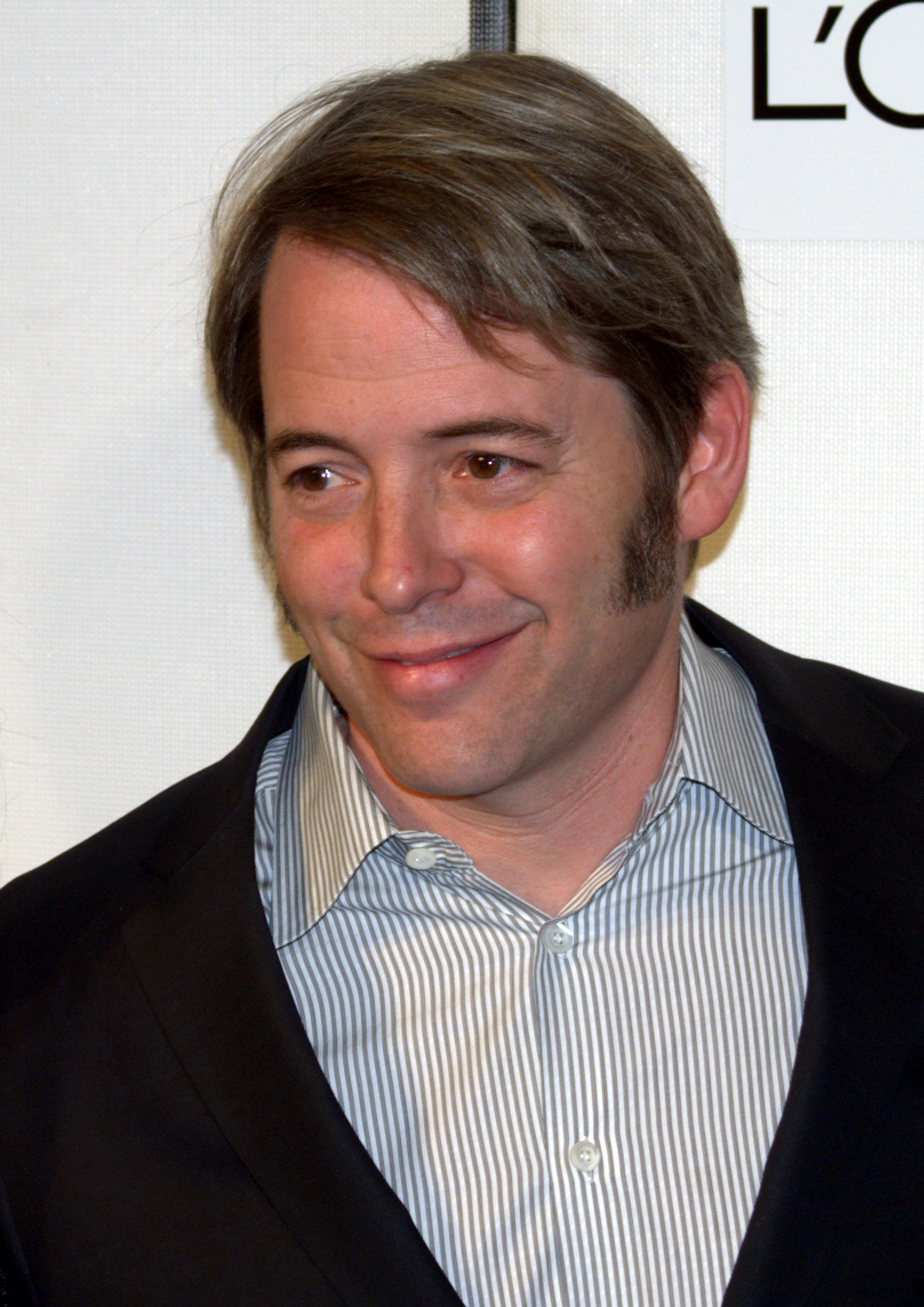
Matthew Broderick interpreta se stesso

- Titolo originale: Heckler/Cop Movie
- Diretto da: Louis C.K.
- Scritto da: Louis C.K.

### Trama
Nella prima parte, Louie ha un diverbio con un disturbatore durante il suo spettacolo al Comedy Cellar. Nella seconda parte, i sensi di colpa costringono Louie ad accettare controvoglia la parte di un poliziotto in un film diretto da Matthew Broderick, ma sul set incontra difficoltà nel recitare il ruolo.
- Altri interpreti: Megan Hilty (disturbatore), Matthew Broderick (se stesso)

## Uscita a due

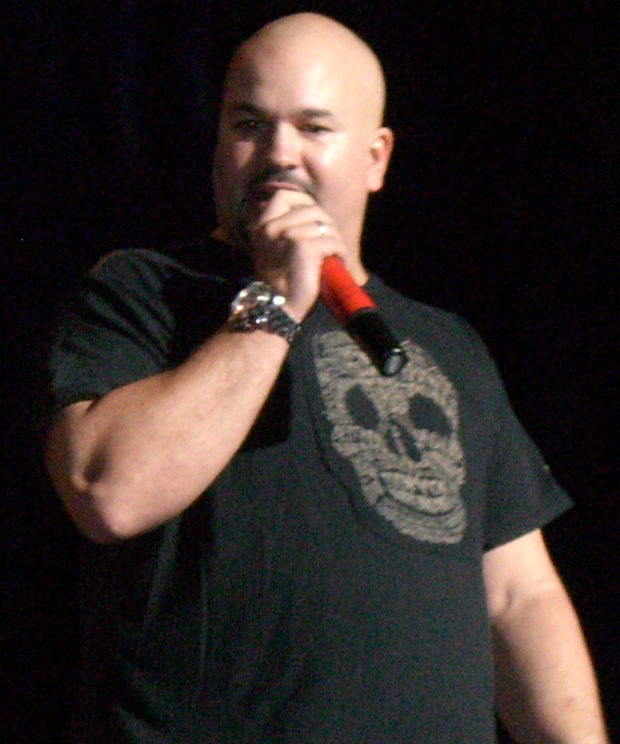
Robert Kelly interpreta Robbie

- Titolo originale: Double Date/Mom
- Diretto da: Louis C.K.
- Scritto da: Louis C.K.

### Trama
Nella prima parte, Louie affronta l'imbarazzo che suo fratello Robbie gli provoca proponendogli di partecipare ad un incontro di sesso a tre con lui e la sua ragazza. Nella seconda parte, l'irritante madre di Louie fa una visita a sorpresa ai figli per rivelare loro di essere lesbica e di essersi sposata, ma incontra una fredda indifferenza da parte di Louie e il risentimento da parte di Robbie, ferito dalla mancanza d'affetto della madre nei suoi confronti.
- Altri interpreti: Robert Kelly (Robbie), Mary Louise Wilson (madre)

## Cani e canne
- Titolo originale: Dogpound
- Diretto da: Louis C.K.
- Scritto da: Louis C.K.

### Trama
Dopo aver lasciato le sue figlie dalla loro madre per la settimana a venire, Louie cerca di far fronte alla depressione causata dalla loro assenza. Inizialmente pianifica di dedicarsi all'attività fisica, ma finisce per mangiare gelato e pizza per due giorni. Più tardi viene spinto a fumare marijuana dal suo vicino di casa e decide di adottare un vecchio cane per avere qualcuno che gli tenga compagnia, ma questo muore di lì a poco. Dopo che Animal Control prende l'animale per sbarazzarsene, le figlie di Louie fanno ritorno dal padre, il quale dice loro di aver passato una buona settimana.
- Altri interpreti: Josh Hamilton (vicino di casa)

## Educazione sessuale
- Titolo originale: Bully
- Diretto da: Louis C.K.
- Scritto da: Louis C.K.

### Trama
Alcuni flashback mostrano la traumatica esperienza di Louie, all'età di sette anni, con l'educazione sessuale da parte del padre e della scuola. Nel presente, Louie ha un appuntamento con una donna, durante il quale viene umiliato da un bulletto delle superiori che minaccia di picchiarlo. Il comico segue di nascosto il ragazzo fino a casa sua, a Staten Island, e lì discute dell'accaduto con i genitori.
- Altri interpreti: Abraham Alvarez (padre di Louie), Amy Landecker (Sandra), Michael Drayer (Sean)

## Dentista maniaco

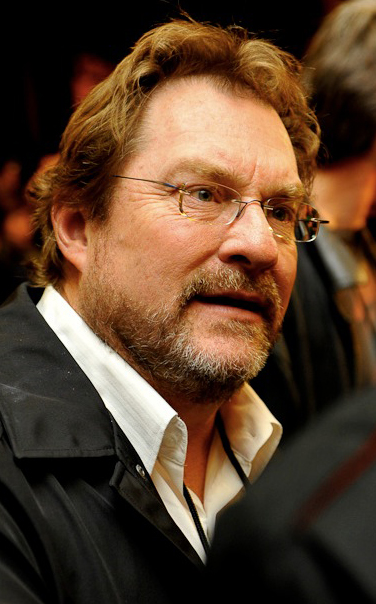
Stephen Root interpreta il dottor Hepa

- Titolo originale: Dentist/Tarese
- Diretto da: Louis C.K.
- Scritto da: Louis C.K.

### Trama
Nella prima parte, Louie ha una visita da un dentista specializzato nell'alleviare le paure dei pazienti, il dottor Hepa. Viene anestetizzato e fatto rilassare con della musica medio-orientale. Mentre è incosciente, sogna di discutere con Osama bin Laden e un gruppo di terroristi riguardo all'etica ed agli attentati dell'11 settembre. Subito dopo sogna il dentista infilargli una banana in bocca. Quando si sveglia, il dottore chiude freneticamente la lampo dei pantaloni, lasciando intendere di aver avuto un rapporto orale con l'ignaro Louie. Nella seconda parte, Louie tenta di corteggiare una donna di colore di nome Tarese che lavora in un supermercato. Il comico aspetta che la donna finisca il lavoro e, nonostante lei non si mostri affatto interessata, l'accompagna fino al suo appartamento. Qui, dopo essere respinto da Tarese, incontra la sorella di quest'ultima, con la quale copula. 
- Altri interpreti: Stephen Root (Dr. Hepa), Chuck Sklar (Osama bin Laden), Adepero Oduye (Tarese)

## Dio

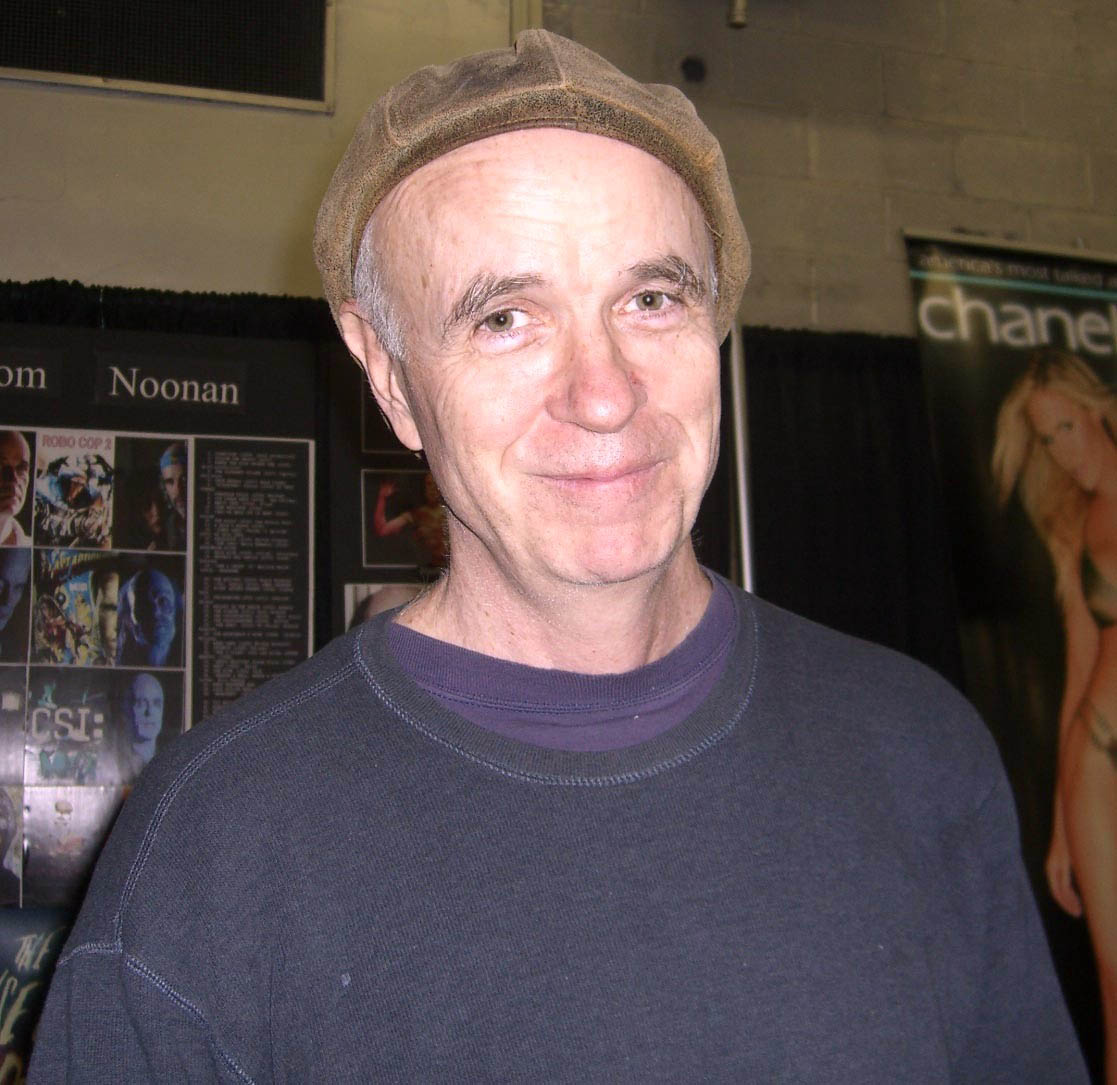
Tom Noonan interpreta il dottor Haveford

- Titolo originale: God
- Diretto da: Louis C.K.
- Scritto da: Louis C.K.

### Trama
Quando una suora della scuola cattolica nota che il giovane Louie e il suo amico non sono sufficientemente pentiti per la sofferenza di Cristo sulla croce, viene chiamato un medico per dare agli allievi una cruda descrizione medica della flagellazione e della crocifissione, dalla quale Louie rimane spaventato e tormentato. Ma la madre di Louie, mostrata questa volta come un genitore saggio e amorevole, spiega al figlio come affidarsi al dogma non sia il modo migliore per essere una brava persona, liberandolo così dai sensi di colpa che lo affliggevano.
- Altri interpreti: Sawyer Swanson (Louie bambino), Tom Noonan (Dr. Haveford), Amy Landecker (madre di Louie)

## Lo sport fa bene

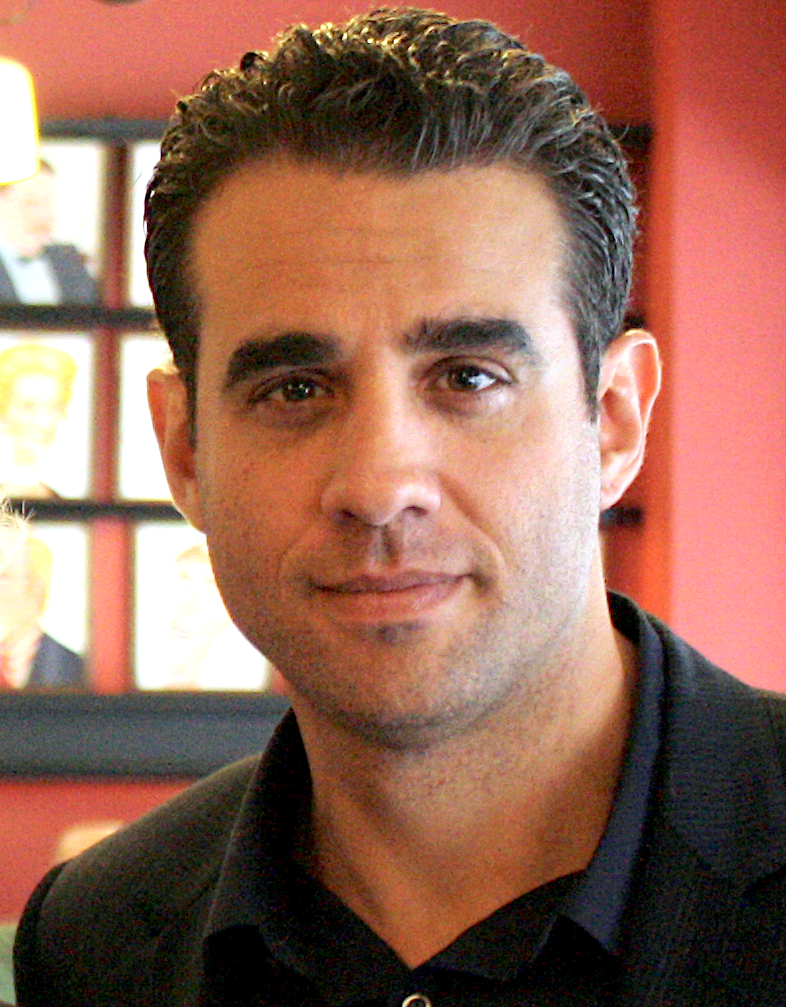
Bobby Cannavale interpreta Chris

- Titolo originale: Gym
- Diretto da: Louis C.K.
- Scritto da: Louis C.K.

### Trama
Dopo un'estenuante mattinata passata a preparare le figlie per poi portarle a scuola, Louie accetta l'offerta di Chris, padre di un compagno di scuola di sua figlia, di fargli da personal trainer per una serie di allenamenti in palestra, ma dopo qualche esercizio accusa un malore e viene portato in ospedale. Al suo risveglio lo aspetta il dottor Ben, che si prende ripetutamente gioco delle sue condizioni fisiche.
- Altri interpreti: Pamela Adlon (Pamela), Bobby Cannavale (Chris), Ricky Gervais (Dr. Ben)

## Notte fuori
- Titolo originale: Night Out
- Diretto da: Louis C.K.
- Scritto da: Louis C.K.

### Trama
Avendo una notte libera dopo che la babysitter Karen spinge per farlo uscire con qualcuno, in modo che non si mostri depresso alle figlie, Louie rompe la routine uscendo assieme ad un paio di comici di colore. Sentendosi completamente fuori luogo nel club in cui viene portato, Louie decide di andare all'Eastville Comedy Club a fare una breve performance, e subito dopo di fare colazione insieme alle figlie nelle prime ore del mattino.
- Altri interpreti: Ann Carr (Karen), Ardie Fuqua (se stesso), Godfrey (se stesso)